# Untergritzen
Untergritzen oder schlicht Gritzen ist eine Streusiedlung in der Gemeinde St. Veit in Defereggen im Defereggental (Osttirol). Untergritzen ist Teil der Fraktion Gritzen.

## Geographie
Untergritzen liegt in einer Höhe von 1480 Metern an den Südabhängen zwischen dem Gritzer Riegel und dem Speikboden rund 200 Meter über dem Talboden des Defereggentals bzw. der Schwarzach. Westlich liegt Stemmering, östlich Obergritzen und südlich die Weiler Inneregg und Osing, südöstlich die Einzelhöfe Ronach, Mühl und Groll.
Erreichbar ist Untergritzen über die sogenannte Reimmichlstraße, die von der Defereggentalstraße (L 25) zwischen Osing und Mentlerboden nach Nordosten abzweigt und über Inneregg nach Linden und St. Veit Dorf führt. Von St. Veit Dorf führt eine Straße nach Westen nach Ober- und Untergritzen. Untergritzen besteht aus den sechs traditionellen Hofstellen (Ober-)Veiden (Gritzen 14), Unterhanser (Gritzen 16), Oberhanser (Gritzen 17), Friedler (Gritzen 18), Ranz (Gritzen 20) und Sonnegg (Gritzen 28), von denen Veiden, Unterhanser, Friedler und Ranz noch bewirtschaftet werden. Später kamen drei weitere Gebäude (Gritzen 33, 35 und 36) hinzu.

## Geschichte
Den Grundstein für die Besiedlung von Untergritzen wurde durch die mittelalterliche Schwaige (Urhof) „Griezn“ (Grundherrschaft Lasser von Zollheim und Pfarrwidum St. Veit) gelegt. Im Bereich dieser Schwaige entstanden durch Neurodungen zudem die Raut Unterweger (unter anderem Hofstelle Oberveiden) und Guggenberg, die der Grundherrschaft der Familie Lasser von Zollheim unterstanden.
Untergritzen wurde von der Statistik bis in die Mitte des 20. Jahrhunderts als Teil der Fraktion Gritzen eingerechnet. Erst 1951 wird Untergritzen als Streusiedlung mit 10 Häusern und 64 Einwohnern separat ausgewiesen. 1961 lebten in Obergritzen 48 Menschen in 10 Häusern. 1981 wird Untergritzen als Streusiedlung mit sieben Häusern und 44 Menschen ausgewiesen. Nach 1981 wird Untergritzen nicht mehr als eigenständige Siedlung ausgewiesen.

## Bauwerke und sakrale Kunst
Das älteste erhaltene Gebäude von Untergritzen ist der Bauernhof Oberveiden, dessen Wohngebäude vermutlich aus dem 16./17. Jahrhundert stammt. Der Paarhof entstand als Teilgut der "Unterwegerraut". Beim Wohngebäude handelt es sich um einen zweigeschoßigen Kantholzblockbau mit gemauertem Küchenbereich und flachem Blockpfettendach. Beide Geschoße besitzen umlaufende Söller. Zum Ensemble gehören das Wirtschaftsgebäude aus dem 19. Jahrhundert und eine Selchkammer. Bei der Selchkammer handelt es sich um die Reste eines Wohnhauses, von dem nur die Küche erhalten blieb und die zur Selchkammer umfunktioniert wurde. Ein weiteres Wirtschaftsgebäude aus dem 18. Jahrhundert wurde zwischen 2012 und 2015 abgetragen.
Als weiteres baugeschichtlich interessantes Gebäude hat sich das Wohngebäude des Paarhofes Oberhanser erhalten, das 1780 errichtet wurde und im 19. Jahrhundert nur geringfügig verändert worden war. Es handelt sich um einen zweigeschoßigen Kantblockbau mit Blockpfettendach auf talseitig geschoßhohem Mauerfundament. Die Außengestaltung erfolgte mit umlaufenden Söller und hölzernen Blendrahmen mit geschwungenem Giebelaufsatz bei den Fenstern.
Westlich des Wirtschaftsgebäudes Unterhanser steht ein Wegkreuz aus der zweiten Hälfte des 18. Jahrhunderts. Östlich des Wirtschaftsgebäudes Friedler findet sich zudem ein Wegkreuz mit Assistenzfiguren aus der Mitte des 19. Jahrhunderts. Am höchsten Punkt der Siedlung, dem Paarhof Ranz befindet sich zudem ein Wegkreuz, das vermutlich in der ersten Hälfte des 20. Jahrhunderts errichtet wurde.